# Шевчук Ірина Борисівна
Іри́на Бори́сівна Шевчу́к (рос. Ири́на Бори́совна Шевчу́к; нар. 6 жовтня 1951, Мурманськ, Російська РФСР) — російська акторка. Заслужена артистка України (1974). Лауреат премії Ленінського комсомолу (1976). Член Спілки кінематографістів Росії.

## Життєпис
Закінчила Всесоюзний державний інститут кінематографії (1972, майстерня В. Бєлокурова).
У 1972 році після закінчення ВДІКу стала актрисою Київської кіностудії імені О. П. Довженка, а з 1983 року — у штаті кіностудії імені М. Горького. Визнання актрисі принесла роль Рити Осяніної у фільмі Станіслава Ростоцького «А зорі тут тихі». У 1973 році зіграла роль Галі Гриценко у картині кіностудії імені Довженка «Абітурієнтка». Прообразом її героїні стала бортпровідниця Надя Курченко, яка закрила своїм тілом вхід до кабіни пілотів під час захоплення літака поблизу Сухумі. За це вона поплатилася своїм життям.

## Фільмографія
Грала у фільмах:
- «А зорі тут тихі…» (1972, Рита Осянина),
- «Білий Бім Чорне вухо» (1977, Даша),
- «Я чекатиму...» (1979, Маша),
- «Птахи летять на північ» (1982)
- «Мідний янгол» (1984, Марина Громова, геолог)
- «Таємні милості» (1989,  Надія Михайлівна)
- «Кодекс мовчання» (1989, Ніна)

та інших.
Знялась в українських кінокартинах:
- «Абітурієнтка» (1974, Галя Гриценко),
- «Марина» (1975, Марина),
- «Повість про жінку» (1975, Марта),
- «Бути братом» (1976, Сашко),
- «Талант» (1977, т/ф, Валя),
- «Втеча з в'язниці» (1978, Ольга),
- «Там, вдалині за рікою»,
- «Новосілля»,
- «Право на любов»,
- «Єралашний рейс».